# ارزنی سبز
ارزنی سبز، گاورس سبز رنگ، چسبک (نام علمی: Setaria viridis) دانه‌ای شبیه به ارزن کمی درشت تر که بیشتر به کبوتران داده می‌شود. (حاشیهٔ برهان چ معین) ارزن و گاورس هر دو شباهت به برنج دارند با این تفاوت که ارزن درشت تر کروی تر و سنگین تر از گاورس است و نشاسته گاورس از ارزن بیشتر است و سلولوز گاورس از ارزن کمتر است و روغن دانه‌های گاورس سبک‌تر از روغن دانه ارزن است ومواد معدنی ارزن از گاورس بیشتر است برنج (یا شالی) نیاز مبرم به آب دارد. درحالی‌که ارزن و گاورس به حداقل آب نیاز دارد و درمدت یک ماه به بار می‌نشیند آخر مرداد ماه فصل کاشت آن و آخر شهریور فصل برداشت ان است. بین ارزن و گاورس از نظر کاشت و برداشت و شکل ظاهری هیچ تفاوتی وجود ندارد. ارزن و گاورس در مناطق کم‌آب حاشیه کویر کاشت می‌شوند.

## کاربرد
در خراسان گاورس در پخت یک نوع آش به نام توگی استفاده می‌شود. از آرد آن برای نان نیز استفاده می‌شود. خوراک مورد علاقه پرندگان ازجمله مرغ و کبوتر نیز می‌باشد. در بیسکویتسازی نیز کاربرد دارد.

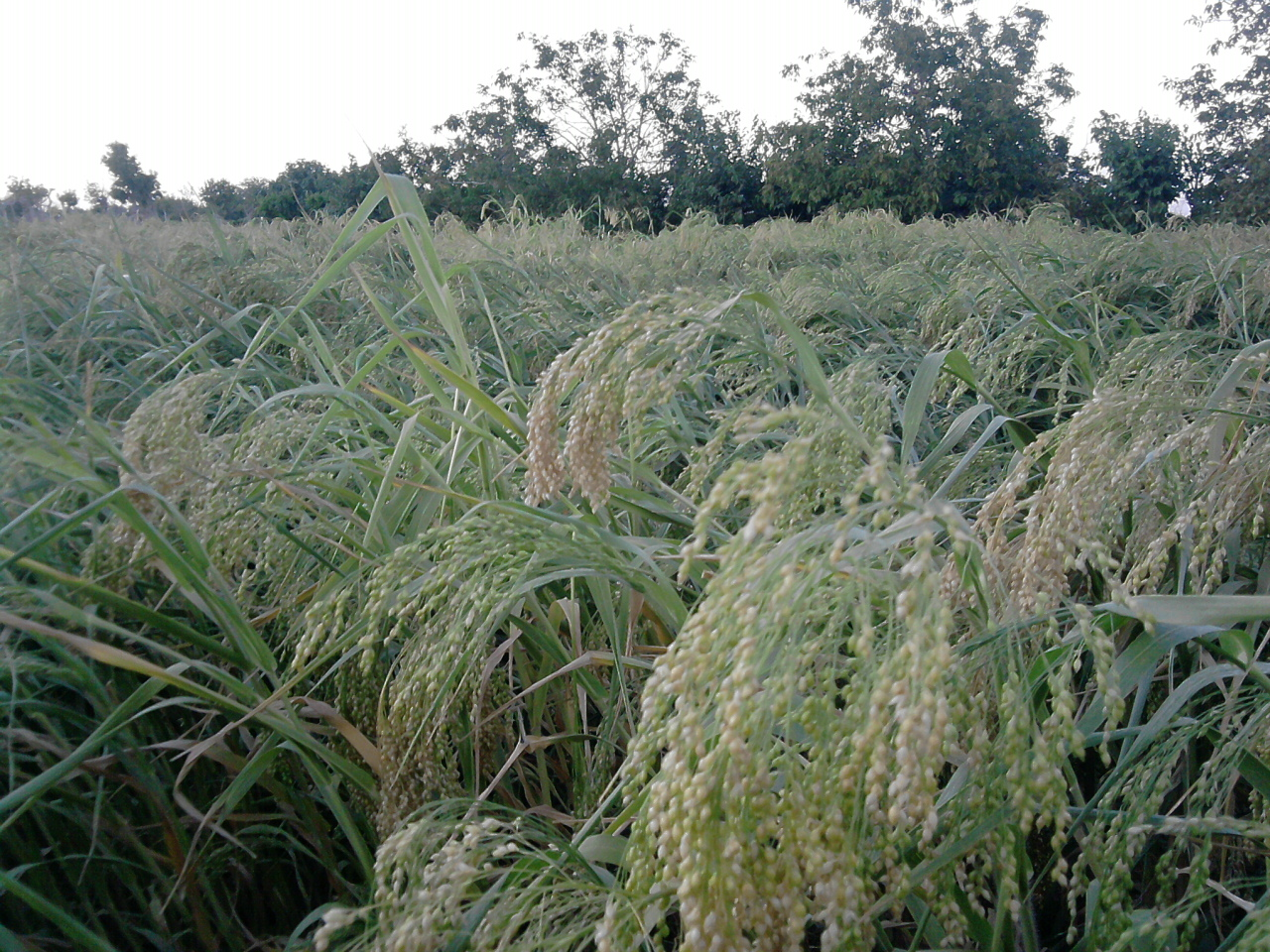
مزرعه ارزن و گاورس در زیبد